# Jeremi Rodríguez
Jeremi Alexander Rodríguez Borja (Las Palmas de Gran Canaria, 3 de septiembre de 2003), más conocido futbolísticamente como Jeremi Rodríguez, es un futbolista hispano-ecuatoriano que juega como lateral izquierdo en Los Angeles Football Club 2 de la MLS Next Pro.

## Trayectoria
Nacido en Las Palmas de Gran Canaria y de padres ecuatorianos, Jeremi se formó en la cantera de la UD Las Palmas en el que jugó hasta categoría cadete, ya que en julio de 2020 con 16 años, firma por el Southampton Football Club para jugar en su equipo sub-18.
El 11 de enero de 2022, firma en calidad de cedido por el Burgos CF para competir en el equipo juvenil de División de Honor.
En la temporada 2022-23, forma parte de la plantilla del Southampton Football Club "B" de la Premier League 2. Tras solo jugar un partido, en enero de 2023 rescinde su contrato con los 'saints'.
El 24 de marzo de 2023, firma por Los Angeles Football Club 2 de la MLS Next Pro.

### Selección nacional
El 27 de noviembre de 2022, hace su debut con la Selección de fútbol sub-20 de Ecuador, en un encuentro amistoso frente a Colombia.

## Clubes
| Club                          | País           | Año             |
| ----------------------------- | -------------- | --------------- |
| Southampton Football Club "B" | Inglaterra     | 2022-2023       |
| Los Angeles Football Club 2   | Estados Unidos | 2023-actualidad |